# Genysa decorsei (Genysochoera)
Pour l’article homonyme, voir Genysa decorsei (Diadocyrtus).
Espèce
Synonymes
- Genysochoera decorsei Simon, 1902

Genysa decorsei est une espèce d'araignées mygalomorphes de la famille des Idiopidae.

## Distribution
Cette espèce est endémique de Madagascar.

## Description
La femelle holotype mesure 45 mm.

## Étymologie
Cette espèce est nommée en l'honneur de Gaston Jules Decorse.

## Taxinomie
Deux espèces portent le nom de Genysa decorsei, elles ont toutes les deux été décrites par Eugène Simon en 1902 dans le même article à partir d'araignées collectées par Gaston Jules Decorse à Madagascar. Elles ont été décrites dans deux genres Diadocyrtus et Genysochoera placés en synonymie avec Genysa par Raven en 1985. Si Diadocyrtus decorsei et Genysochoera decorsei ne sont pas conspécifique un nom de substitution est nécessaire.

## Publication originale
- Simon, 1902 : Description d'arachnides nouveaux de la famille des Aviculariides faisant partie de collections du Muséum. Bulletin du muséum d'Histoire naturelle de Paris, vol. 8, p. 595-599 (texte intégral).